# Judita Flanderská (870)
Judita Flanderská (fr. Judith de France; 843/844–870) byla královna Wessexu a posléze flanderská hraběnka. Za krále Wessexu se provdala hned dvakrát. V roce 856 se stala manželkou Æthelwulfa, o dva roky později ženou jeho syna a dědice Æthelbalda. Jako vdova utekla z kláštera a proti vůli otce se provdala za mladého flanderského hraběte Balduina.

## Biografie

### Původ
Narodila se jako dcera západofranckého krále Karla II. Holého a Ermentrudy, dcery Oda Orleánského.

### Královna Wessexu
Judita je v písemných pramenech zmíněna poprvé v souvislosti se svými zásnubami s wessexským králem Etehwulfem v červenci 856. Ethelwulf se tehdy vracel z Říma z pouti, kterou tam podnikl se svým mladším synem Alfrédem, a zastavil se cestou na dvoře Juditina otce. Svatba byla slavena 1. října 856 ve Verberie za přítomnosti remešského biskupa Hinkmara a při svatebním obřadu byla podle franckého zvyku korunována za královnu Západních Sasů. Brzy po návratu do Wessexu se zřejmě Æthewulfa snažil připravit o trůn jeho nejstarší přeživší syn Æthelbald. Důvodem mohlo být manželství s Juditou, ze kterého by vzešli urozenější potomci než on sám. Došlo k dělení říše, Æthelwulf ponechal synovi západní Wessex a ve své závěti jej ustanovil dědicem.
Æthelwulf zemřel roku 858 a na trůn usedl Æthebald. Oženil se s mladičkou vdovou po svém otci, čímž si vysloužil nelibost církve. Jejich svazek byl vnímán jako incestní a v přímém rozporu s církevním právem. Na západofranckém dvoře byl posléze z politických důvodů uznán. Manželství zůstalo bezdětné, roku 860 bylo anulováno a Æthebald krátce poté zemřel.

### Třetí manželství

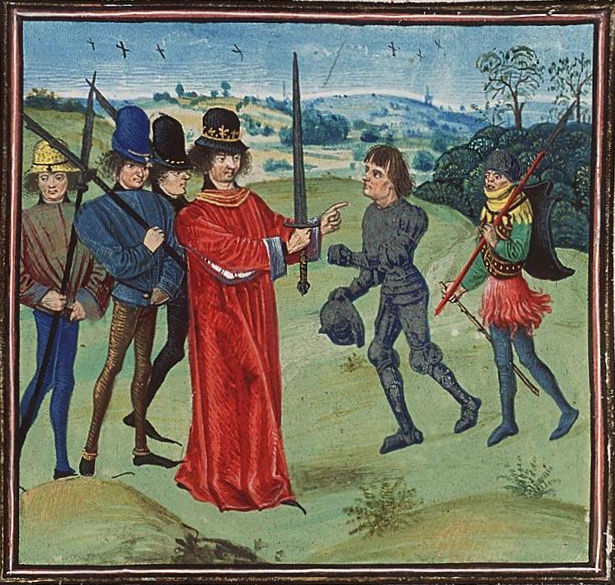
Karel II. Holý jmenuje Balduina I. hrabětem flanderským (iluminace z 15. století)

Po smrti svého druhého manžela Judita prodala svůj majetek ve Wessexu a vrátila se do Francie na dvůr svého otce. Karlovi, který dlel právě v Soissons, se donesly zvěsti o ne právě nejvhodnějším chování jeho dcery, a aby získal důkazy, vyslal k ní svého syna Ludvíka a Balduina, pozdějšího flanderského hraběte; měl zřejmě v úmyslu dceři sjednat další sňatek. Prozatím ji zavřel do kláštera v Senlis. Judita nicméně o Vánocích roku 861 s Balduinem z kláštera utekla; patrně ještě v klášteře, před útěkem, se za něj provdala.
Juditin otec se rozzuřil. Během dvorského soudu byl Balduin pro únos a odepření poslušnosti panovníkovi odsouzen ke konfiskaci lén. Církev pár exkomunikovala. Azyl našli oba mladí lidé na dvoře Juditina bratrance Lothara Lotrinského, kam se dostali v říjnu roku 862. Karel Holý žádal jejich vydání a Balduin v obavě před nebezpečím utekl i s Juditou do Říma a odvolal se k papeži Mikulášovi I. Ten se po vyslechnutí páru ujal role prostředníka v ožehavém sporu a žádal krále, aby Balduinovi odpustil. V dopise mu doporučoval, aby jej opět přijal do své přízně, protože jinak by se Balduin mohl spojit s Normany a Juditině matce zase psal o tom, jak se Balduin kaje ze svého zločinu. Také apeloval na biskupy a biskupa Hinkmara, aby ztratil slovo na podporu Balduina. Biskup Hinkmar byl nesmiřitelným odpůrcem obou provinilců kvůli únosu a tak se Judita s otcem setkala až v říjnu 863 ve Verberie. 13. prosince téhož roku byli Balduin a Judita v Auxerre oficiálně oddáni.
Z Balduina se opět na papežskou přímluvu po třech letech stal flanderský hrabě a měl bránit vikinským útokům. Není jasné, zda se pro tento akt Karel nerozhodl v naději, že Balduin bude zabit, ten ale situaci zvládl překvapivě dobře. Odrazil vikinskou hrozbu, rozšířil svou armádu i území a stal se z něj věrný zastánce krále Karla.
Judita zemřela roku 870, když jí bylo pouhých 26 let. Jako Balduinova manželka se stala jedním z předků Matyldy Flanderské, manželky Viléma Dobyvatele, je tak předkem anglických a britských králů. Kněz Witger, autor genealogie flanderského hraběte Arnulfa, popisuje Juditu jako velmi krásnou a velmi chytrou ženu.

### Potomci
Svému třetímu manželovi dala Judita čtyři děti – tři syny a dceru:
- Karel (cca 863–864)
- Balduin (864/866–918), hrabě flanderský, ∞ 884 Ælfthryth, dcera Alfréda Velikého
- Rudolf (cca 869–896), hrabě z Vermandois
- Gunhilda ∞ 877 Guifredo I. Barcelonský